# Teatro crítico universal

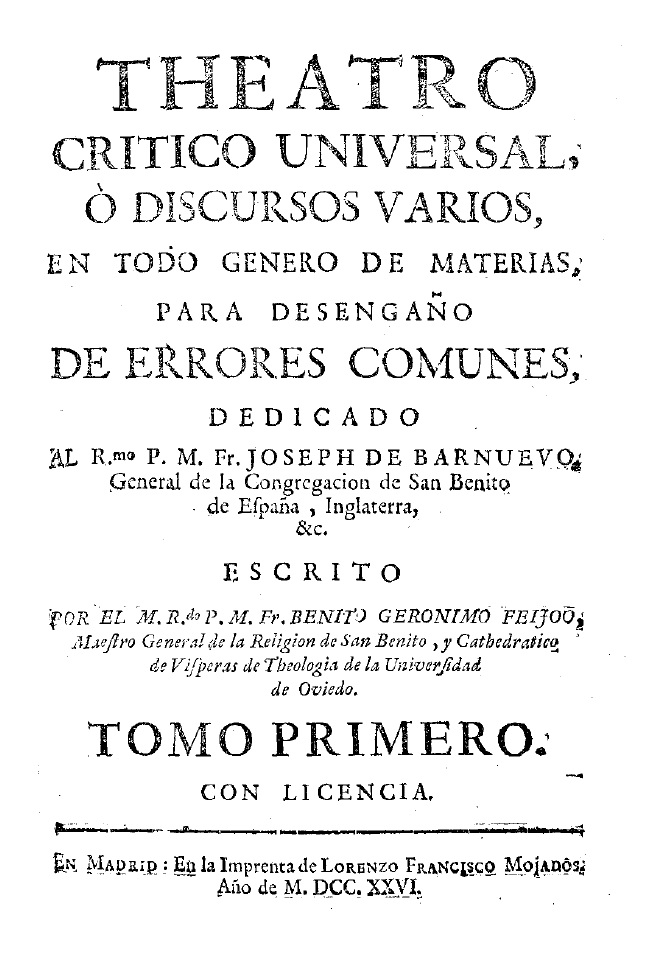
Capa da obra

O Teatro crítico universal, ou  Discursos varios en todo género de materias para desengaño de errores comunes (em idioma português, Discursos diversos em todos os tipos de assuntos para desapontar erros comuns), é uma extensa coleção de ensaios escritos por o polígrafo espanhol Benito Jerónimo Feijoo e publicados de 1726 a 1740.
É composto por cento e dezoito ensaios que tratam de uma enorme quantidade de temas diversos: filologia, física, matemática, ciências naturais, medicina, astronomia, geografia, economia, direito, religião, política, filosofia, literatura, história, etc.
Foi uma das obras mais divulgadas e polêmicas do século dezoito, alcançando a cifra astronômica de mais de 600.000 exemplares vendidos, sendo traduzida, quase sempre parcialmente, para o inglês, para o francês, italiano, alemão e português.
O objetivo de Feijoo foi explicitado no título, tentando corrigir antigas superstições, preconceitos e costumes. Feijoo possui um estilo simples, às vezes brilhante, e com a presença de francesismos.